# Alahis
Alahis (lub Alagis) (ur. ?, zm. 689) był ariańskim księciem Tarentu i Bresci zanim został królem Longobardów po udanym buncie w 688. Jednak nie rządził zbyt długo.
Jego pierwszy bunt przeciw królowi Perctaritowi nie powiódł się. Król go pochwycił, ułaskawił i wypuścił. Zbuntował się ponownie w 688, gdy nastał Cunipert syn Perctarita. Zamknął wtedy Cuniperta w zamku na wyspie pośrodku jeziora Como. Jednak rządy Alahisa były uciążliwe i tyrańskie, więc utracił wsparcie ludu. W końcu w 689 Cunipert wystąpił z ludźmi z Piemontu i pokonał Alahisa i ludzi z regionu Wenecji w bitwie pod Coronate w rogu rzeki Adda niedaleko Monza. Alahis został rozgromiony i poległ w bitwie.